# 龙池院站
龍池院站（朝鲜语：／ Ryongjiwŏn yŏk */?）是位于朝鮮民主主義人民共和國江原道高山郡的一個鐵路車站，属于江原线。

## 邻近车站
光明站 - 龙池院站 - 高山站